# Artur Ławniczak
Artur Jerzy Ławniczak (ur. 4 maja 1972 w Pankach) – polski polityk, samorządowiec, menedżer i urzędnik państwowy, w latach 2002–2006 prezes Związku Młodzieży Wiejskiej, w latach 2007–2010 podsekretarz stanu w Ministerstwie Rolnictwa i Rozwoju Wsi, od 2010 burmistrz Szadku.

## Życiorys
W 1992 ukończył technikum mechanizacji rolnictwa w Kłobucku. W 1997 został magistrem inżynierem techniki rolniczej i leśnej na Akademii Rolniczej we Wrocławiu. Ukończył szkolenia z zakresu zarządzania oraz audytu w Szwecji i Belgii, w 2000 zdał egzamin na członka rady nadzorczej spółki Skarbu Państwa.
Od 1997 do 1999 pracował jako specjalista ds. marketingu, następnie od 1999 do 2000 kierował sprzedażą maszyn i urządzeń rolniczych na terenie południowej Polski. W latach 2000–2002 pracował jako menedżer oraz audytor. Od 2002 do 2003 pozostawał doradcą ministra rolnictwa i rozwoju wsi, następnie do 2006 był radcą oraz głównym specjalistą w Biurze Organizacyjno-Prawnym Kasy Rolniczego Ubezpieczenia Społecznego. W 2006 kierował Funduszem Składkowym KRUS. W latach 2006–2007 kierował biurem Izby Rolniczej Województwa Łódzkiego.
Uczestniczył jednocześnie w różnych programach unijnych jako koordynator i ekspert (m.in. w programie PHARE na Węgrzech), zasiadał w radach Urzędu Komitetu Integracji Europejskiej powiązanych z rolnictwem i młodzieżą. Wstąpił do Polskiego Stronnictwa Ludowego, a od drugiej klasy technikum do Związku Młodzieży Wiejskiej. Od 20 kwietnia 2002 do 4 marca 2006 pozostawał prezesem zarządu ZMW. W 2007 został przewodniczącym Związku Zawodowego Centrum Narodowe Młodych Rolników. Był także prezesem Fundacji Pomocy Programów dla Rolnictwa. W wyborach parlamentarnych w 2011 bezskutecznie ubiegał się o mandat posła w okręgu nr 11, zdobywając 1433 głosy. Ponownie bez powodzenia wystartował w tym samym okręgu w wyborach w 2015.
20 grudnia 2007 powołany na stanowisko podsekretarza stanu w Ministerstwie Rolnictwa i Rozwoju Wsi. Odszedł ze stanowiska 13 grudnia 2010 w związku z wyborem na burmistrza gminy Szadek (uzyskał też wówczas mandat radnego sejmiku łódzkiego, którego nie objął). Ponownie wybierany na to stanowisko w 2014, 2018 i 2024(trzykrotnie w pierwszej turze).